# Девілін
Девілін — сульфатний мінерал з хімічною формулою CaCu4(SO4)2(OH)6•3H2O.

## Історія та етимологія
Названий на честь французького хіміка Анрі Етьєна Сент-Клер Девіля (1818—1881).

## Загальний опис
Девілін кристалізується в моноклінній системі. Кристалографічно він містить три вектори різної довжини, причому дві пари векторів перпендикулярні, а інша пара утворює кут, відмінний від 90°. Девілін є призматичним і належить до кристалічного класу 2/m, просторова група P 21/c. Девілін є анізотропним мінералом (має різні властивості в різних напрямках), має дві оптичні осі.
Девілін — незвичайний вторинний мінерал, знайдений в окиснених частинах родовищ мідних сульфідних руд; як наслідок, може бути мінералом техногенних родовищ. Девілін зустрічається у копальнях в усьому світі.

## Група девіліну
Мінерали девілінової групи є моноклінними сульфатами.
| Мінерал     | Хімічна формула             | Кристалічна система |
| ----------- | --------------------------- | ------------------- |
| Кампільяїт  | Cu4Mn2+(SO4)2(OH)6·4H2O     | Моноклінна          |
| Девілін     | CaCu4(SO4)2(OH)6·3H2O       | Моноклінна          |
| Кобяшевіт   | Cu5(SO4)2(OH)6·4H2O         | Триклініка          |
| Ктеназит    | Zn(Cu, Zn)4(SO4)2(OH)6·6H2O | Моноклінна          |
| Лаутенталіт | PbCu4(SO4)2(OH)6·3H2O       | Моноклінна          |
| Серп'єрит   | Ca(Cu, Zn)4(SO4)2(OH)6·3H2O | Моноклінна          |